# J. D. Williams
J. D. Williams (22 de maio de 1978 Newark, Nova Jersey) é um ator estadunidense que estreou em papéis na HBO nas séries de tv Oz e The Wire. Williams apareceu como Preston "Bodie" Broadus nas primeiras quatro temporadas de The Wire. Ele também apareceu em um programa baseado em um livro de The Wire do criador David Simon, Homicide: Life on The Street, convidado a estrelar no episódio "The Why Chromosome" como Casper. Ele atuou como o presidiário Kenny Wangler nas primeiras quatro temporadas de Oz.

## Filmografia
- 2009 - Falling Awake (D-Money)
- 2009 - Code Blue (Wicked)
- 2008 - Cash Rules (Spike)
- 2008 - Nite Tales: The Movie (Rapper)
- 2007 - The Second Line (Natt)
- 2007 - 4 Life (Pooh)
- 2005 - The Warriors (voz)
- 2005 - Two Guns (Bill)
- 2003 - Mr. Smith Gets a Hustler (Abe)
- 2002 - Durdy Game
- 2001 - Snipes
- 2001 - Popcorn Shrimp (Bubba)
- 2001 - Pootie Tang (Froggy)

## TV
- 2016 Saints & Sinners (Jabari Morris)
- 2007 - The Kill Point (Cat) 8 episódios
- 2006 - The Wire: It's All Connected (Ele mesmo)
- 2002 / 2006 - The Wire (Preston 'Bodie' Broadus) 42 episódios
- 2001 - 100 Centre Street (William Floyd) 2 episódios
- 2001 - Big Apple (Derrick) 1 episódio
- 1997 / 2000 - OZ (Kenny Wangler) 23 episódios
- 2000 - Sex and the City (Sweet Sauce) 1 episódio
- 1999 - Third Watch (Pee Wee) 1 episódio
- 1999 - Homicide: Life on the Street (Damon 'Casper' Kelly) 1 episódio
- 1999 - Trinity (Malik) 1 episódio
- 1999 - The Sopranos (Special K) 1 episódio
- 1998 - Law & Order 1 episódio
- 1997 - New York Undercover (Victor) 1 episódio
- 1990 - Graffiti Bridge (Melody Cool Choir)

## Clipes de música
- 2007 - Prodigy (Stuck On You)
- 2005 - Mario (How Could You)
- 2005 - Tupac Shakur (Ghetto Gospel)
- 2004 - Fabolous (Breathe)
- 2004 - Cam'Ron (Lord You Know)
- 2003 - Lumidee (Never Leave You, Uh Oooh)
- 2002 - Mariah Carey  (Through The Rain)
- 2002 - Freeway (What We Do)
- 2002 - Aaliyah (I Miss You)

## Papéis no teatro
- 2007 -  Streamers (Roger)
- 2003 -  AM Sunday (Jay)